# Abbas Messaâdi
Mohamed Ben Abdallah Ben Taïeb Ben El Habib (àrab: محمد بن عبد الله ابن الطيب بن الحبيب, Muḥammad b. ʿAbd Allāh b. aṭ-Ṭayyib b. al-Ḥabīb) dit Abbas Messaâdi (àrab: عبّاس مساعدي, ʿAbbās Musāʿidī), nascut en 1925 a Ouarzazate (Marroc), fou un revolucionari marroquí, membre fundador de l'Exèrcit d'Alliberament Marroquí. El seu assassinat en juny de 1956, resta un enigma del Marroc d'abans de la independència.

## Biografia
Nascut en 1925, començà la seva carrera de resistent a Casablanca amb Mohammed Zerktouni, una figura de la resistència marroquina contra la colonització francesa.
Membre de l'Istiqlal, Abbas Messaâdi deixa el partit a començaments dels anys 1950 per unir-se a la Exèrcit d'Alliberament Nacional. Junt amb ell, Abdelkrim El Khatib, Abdellah Senhaji i Benaboud crearen aquesta nova estructura política oposada a l'hegemonia de l'Istiqlal. L'objectiu de l'AL era l'alliberament de tot el Gran Magrib àrab amb Mohamed Boudiaf i Larbi Ben M'hidi, dirigents del F.L.N algerià.
Va ser arrestat pels francesos en 1952 arran de les protestes posteriors a l'assassinat del sindicalista tunisià Ferhat Hached. Alliberat, es va incorporar a la lluita armada al Rif.
El 2 d'octubre de 1955 l'Exèrcit d'Alliberament marroquí va atacar l'exèrcit francès a Aknoul, Tizi Ouasli i Boured. Aquestes operacions foren dirigides principalment per Abbas Messaâdi. Molts membres de l'AL provenien de la tribu dels Gzenaya.
Abbas Messaâdi fou assassinat el 27 de juny de 1956, i la seva mort encara resta un enigma. Segons Abdelkrim El Khatib, l'assassinat d'Abbas Messaâdi va ser ordenat pels propers del partit Istiqlal i de Mehdi Ben Barka. Els funerals de Messaâdi van tenir lloc en un clima tens. En octubre de 1958 els líders del Moviment d'Alliberament decidiren traslladar al cos de Messaadi, enterrat a Fes, per l'inhumarlo a Ajdir (Rif). Per violar la llei en van a ser detinguts durant gairebé dos mesos a la presó d'Aïn El Kadous a Fes.

## Homenatge
Un carrer de Fes porta el nom d'Abbas Messaâdi.